# Jeannette Leonard Gilder
Jeannette Leonard Gilder (pseudônimo, Brunswick; Flushing, 3 de outubro de 1849 – Nova Iorque, 17 de janeiro de 1916) foi uma escritora, jornalista, crítica e editora de jornal americana. Ela trabalhou como correspondente regular e crítica literária do Chicago Tribune, e também foi correspondente do Boston Saturday Evening Gazette, Boston Transcript, Philadelphia Record and Press, e vários outros jornais. Ela foi a autora de Taken by Siege; Autobiografia of a Tomboy; e The Tomboy at Work. Gilder foi a editora de Representative Poems of Living Poets (com seu irmão Joseph Benson Gilder); Essays from the Critic (com Helen Gray Cone); Pen Portraits of Literary Women; e The Heart of Youth, an anthology; bem como o proprietário e editor do The Reader: An Illustrated Monthly Magazine.

## Primeiros anos e educação
Jeannette Leonard Gilder nasceu em Flushing, Nova Iorque, em 3 de outubro de 1849. Ela era filha do clérigo William Henry Gilder, que morreu quando ela tinha quinze anos; e Jane (Nutt) Gilder. Seus irmãos foram Richard Watson Gilder, Joseph Benson Gilder e William Henry Gilder.
Gilder foi alfabetizada em St. Thomas Hall (colégio feminino), dirigido por seu pai; e estudou em um internato no sul de Nova Jérsia por um ano ou dois. Seus estudos terminam aos quinze anos.

## Carreira

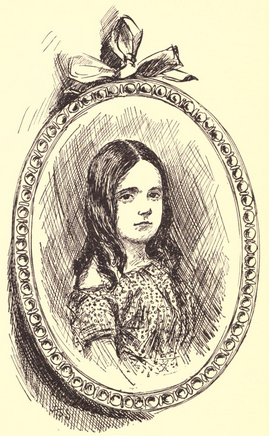
Gilder quando jovem

Não gostando das opções ocupacionais comumente abertas às mulheres, ela começou a trabalhar como pesquisadora para um historiador durante a Guerra Civil antes de se voltar para a indústria de periódicos. A partir de 1869, ela esteve ligada a vários jornais em Newark e Nova Iorque. Ela começou a trabalhar no jornal no departamento editorial do Newark, New Jersey intitulado Morning Register, então conduzido por seu irmão, Richard, e também foi repórter de Newark para o New York Tribune. Ela era a correspondente em Nova Iorque do Transcript; e também trabalhou para o Boston Evening Transcript, onde usou o pseudônimo "Brunswick". Gilder tornou-se editora literária do Scribner's Monthly antes de se tornar crítica de teatro e música do New York Herald até 1880.
Em Trenton, Nova Jérsia, ela trabalhava no escritório do ajudante-geral do estado na Filadélfia, Pensilvânia, na Casa da Moeda dos Estados Unidos; e em 1881, em Newark, New Jersey, trabalhou como copista do cartório deescrituras. Nesse mesmo ano, ela e seu irmão Richard co-fundaram The Critic, uma revista literária, onde atuou como editora de janeiro de 1881 a setembro de 1906. Seu papel de editora com The Critic foi compartilhado com seu irmão Joseph. Quando The Critic se fundiu com Putnam's Monthly, ela escreveu uma coluna regular popular para ele chamada "The Lounger".
Gilder se opôs ao direito de voto das mulheres. Em um artigo intitulado "Por que me oponho ao sufrágio feminino", publicado em maio de 1894 na Harper's Bazaar, ela argumentou que as mulheres não eram fortes o suficiente para participar da política. Seria "muito público, muito desgastante e muito inadequado para a natureza das mulheres", escreveu ela. Ela ainda argumentou que as mulheres encontrariam uma "esfera" suficientemente envolvente no trabalho muito importante de treinar seus filhos". Seus romances incluem The Autobiography of a Tom-boy (1900) e The Tom-boy at Work (1904).

## Vida pessoal

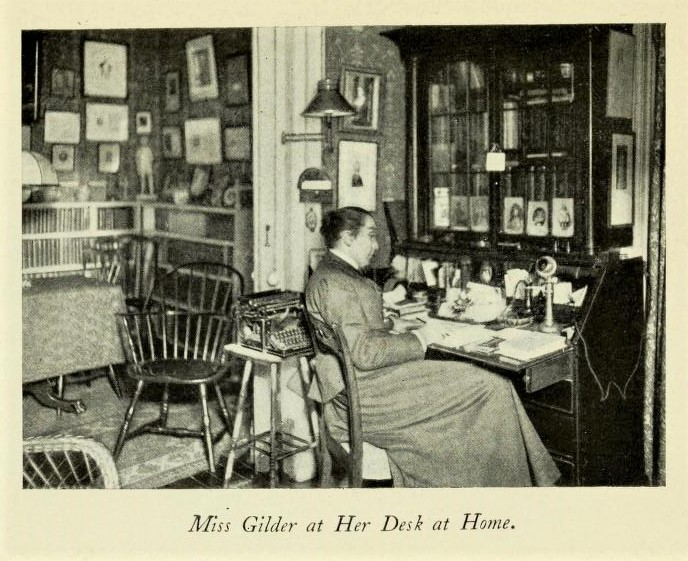
Gilder em sua mesa (1903)

Embora ela não tivesse filhos, Gilder acolheu quatro dos filhos de seu irmão após a morte de sua mãe. Ela era membro do Clube da Colônia. Gilder morreu em sua casa em Nova Iorque no dia 17 de janeiro de 1916, aos 66 anos, após um derrame causado pela formação de um coágulo de sangue no cérebro.

## Obras publicadas
- 1886: Representative Poems by Living Persons (em inglês)
- 1887: Pen Portraits of Literary Women (em inglês)
- 1882: Essays from the Critic (em inglês)
- 1889: Authors at Home (em inglês)
- (1894?): Why I am opposed to woman suffrage. (em inglês). Boston: Massachusetts Association Opposed to the Extension of Suffrage to Women, (em inglês)
- 1900: The Autobiography of a Tom-boy (em inglês). New York: Doubleday, Page, & Co.
- 1904: The Tom-boy at Work (em inglês)